# Delias antara
Delias antara é uma borboleta da família Pieridae. Foi descrita por Roepke em 1955 e pode ser encontrada na Nova Guiné.
A envergadura é de cerca de 56 milímetros. Os adultos são semelhantes a Delias eichhorni.

## Subespécies
- D. a. antara (montanhas centrais, Irian Jaya)
- D. a. Solana Morinaka & Nakazawa, 1997 (vale de Passe, Irian Jaya)